# Inger Eriksdotter
Inger Eriksdotter, danska: Inger Eriksdatter, även Inge, född ca 1100, död ca 1157, var hustru till Asser Rig (Hvide), som var hövding på Själland.
Ingers far var Erik jarl av Falster och Västergötland, hennes mor var Cecilia Knutsdotter, dotter till Knut den helige. 
Asser och Inger bodde på gården Fjenneslevlille på Själland och stod för uppförandet av Fjenneslev Kirke. De fick barnen Absalon, Esbern Snare och Ingefred Assersdotter (1130–1165).
Inger Eriksdotter begravdes vid Sorø Klosterkirke ca. år 1157.